# ماریو پاسیلی
ماریو پاسیلی (انگلیسی: Mario Pacilli؛ زادهٔ ۲۵ آوریل ۱۹۸۷) بازیکن فوتبال اهل ایتالیا است.
از باشگاه‌هایی که در آن بازی کرده‌است می‌توان به باشگاه فوتبال تراپانی، باشگاه فوتبال لچه، باشگاه فوتبال کرمونزه، باشگاه فوتبال ارورا پرو پاتریا ۱۹۱۹، باشگاه فوتبال کیاسو، باشگاه فوتبال آولینو، و باشگاه فوتبال ترنانا اشاره کرد.